# Det sociala arvet
Det sociala arvet är en svensk dokumentärfilm som hade biopremiär i Sverige den 2 april 1993. Det är den näst sista av fyra filmer i den så kallade modstrilogin (Dom kallar oss mods, Ett anständigt liv). Trilogin avslutas med kortfilmen Epilog som handlar om Kenneth "Kenta" Gustafssons död.
Filmen regisserades av Stefan Jarl som också stod för manus, medan Per Källberg stod för foto.

## Handling
Jarl besöker Gustav "Stoffe" Svenssons grav och ställer sig frågan: "Hur har det gått för modsens barn? Blev de som sina föräldrar - missbrukare?" Han vill ha kontakt med Lenas och Stoffes son - Janne - men varnas per telefonsvarare av Lena att inte söka upp Janne för att vara med i filmen och blir kallad "snuskhummer". Jarl får kontakt med andra av modsens barn: Kentas son Patric och Jajjes dotter Carina. Patric vill syssla med affärer i framtiden och Carina söker tryggheten i ett lugnt liv.
Kenta och Eva flyttar till Hallabro och startar en skämtartikelbutik, men affärerna går dåligt. Det visar sig att Janne, som är fosterhemsplacerad, arbetar på en verkstad i närheten och Jarl och Kenta åker dit för att träffa honom, men Lenas varning ringer i Jarls öron och Jarl går aldrig in i verkstaden för att träffa Janne, trots tjat från Kentas sida. Kenta flyttar snart tillbaka till Stockholm igen.
Frågan hur det gått för modsens barn måste Jarl svara på i slutet av filmen: "Det har gått bra". Titeln Det sociala arvet kommer från en rapport av barnpsykiatrikern Gustav Jonsson (Skå-Gustav), och i början av filmen syns delar av Gustavs text medan kameran zoomar in på de tre orden: det sociala arvet.
I filmen görs ett antal tillbakablickar på de två föregående filmerna.

## Musik i filmen
Fläskkvartetten gjorde filmmusiken till filmen.
- Till the Day I Die
- She's So Shy
- Swamp Blues
- Jannelåten, kompositör och text Gustav "Stoffe" Svensson, sång Gustav "Stoffe" Svensson
- Hallabroflytten, kompositör och text Kenneth "Kenta" Gustafsson, sång Kenneth "Kenta" Gustafsson
- Hem igen, kompositör och text Kenneth "Kenta" Gustafsson, sång Kenneth "Kenta" Gustafsson

### Fotnoter
1. ↑  ”Det sociala arvet”. Svensk filmdatabas. 2 april 1993. http://www.sfi.se/sv/svensk-filmdatabas/Item/?itemid=17556&type=MOVIE&iv=Basic. Läst 19 september 2016.